# Quo vadis? (term)

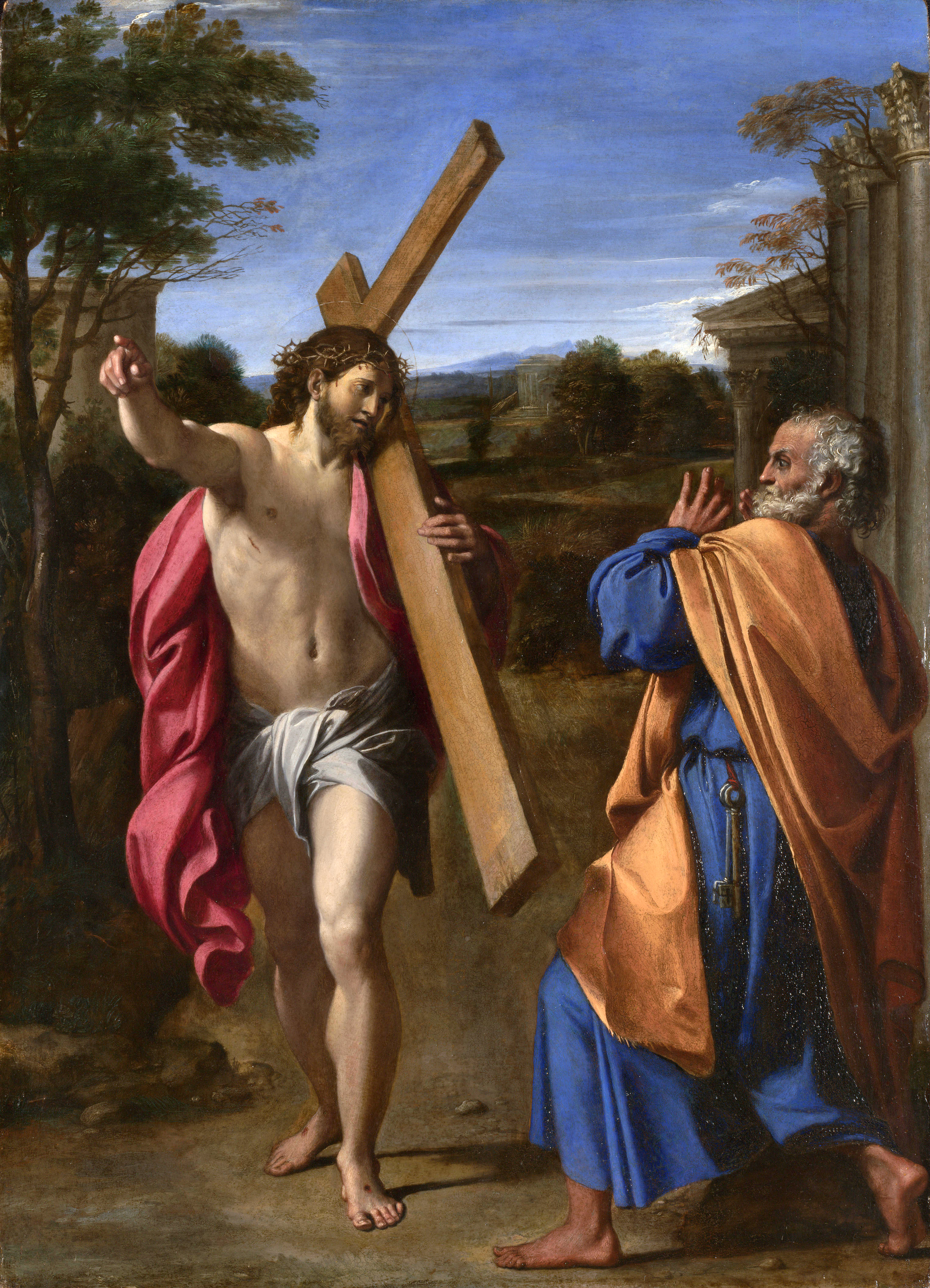
Domine, quo vadis? (1601-1602), schilderij van Annibale Carracci

Quo vadis? (uitgesproken als kwoo wadies) is Latijn en betekent "Waar ga je heen?"
Het bekendste gebruik ervan is het verhaal in de apocriefe Handelingen van Petrus over de apostel Petrus, die tijdens de christenvervolgingen door keizer Nero de stad Rome probeerde te ontvluchten. Buiten de stad kwam hij op de Via Appia Jezus tegen, aan wie hij vroeg: Domine, quo vadis? Het antwoord luidde: Eo Romam iterum crucifigi ("Ik ga naar Rome om opnieuw gekruisigd te worden"). Petrus beschouwde dit als een teken dat hij moest omkeren en de geplaagde christengemeente moest ondersteunen. Hij werd vervolgens in het Tullianum gevangengezet en ondersteboven gekruisigd in het Circus van Nero.
Op grond van dit populaire verhaal werd in de 9e eeuw een kerkje opgericht op de plek waar zich de voetafdrukken van Jezus zouden bevinden. Deze Chiesa de Santa Maria in Palmis wordt ook wel Chiesa del Domine quo vadis genoemd. Ze kreeg haar huidige vorm in de 17e eeuw.
Mogelijk is dit apocriefe verhaal geënt op een passage in Johannes 13:36, in de opmaat naar de Verloochening van Petrus:
Simon Petrus vroeg: 'Waar gaat u naartoe, Heer?' Jezus antwoordde: 'Ik ga ergens naartoe waar jij nog niet kunt komen, later zul je mij volgen'. (NBV)

## Doorwerking
Op dit verhaal is de roman Quo vadis (1895) van Henryk Sienkiewicz gebaseerd. Hij is in 1951 verfilmd door Mervyn LeRoy als Quo Vadis.